# HD88158
HD88158 — хімічно пекулярна зоря спектрального класу B8, що має видиму зоряну величину в смузі V приблизно  6,5.
Вона  розташована на відстані близько 817,4 світлових років від Сонця.

## Фізичні характеристики
Телескоп Гіппаркос зареєстрував фотометричну змінність  даної зорі з періодом    3,84 доби в межах від  Hmin= 6,43 до  Hmax= 6,40.

## Пекулярний хімічний склад
Зоряна атмосфера HD88158 має підвищений вміст 
Si
.